# Neckarelz
Neckarelz est un quartier de la ville de Mosbach, dans l'arrondissement de Neckar-Odenwald, dans le land allemand du Bade-Wurtemberg. Avec ses quelque 6 500 habitants, il est le plus grand quartier de Mosbach.

## Géographie
Neckarelz est situé dans le nord du Bade-Wurtemberg, à la frontière de l'Odenwald et du Kraichgau, au confluent de l'Elz et du Neckar. Sur la rive opposée du Neckar se trouvent Hochhausen et Obrigheim. Plus en aval s'étend la banlieue Diedesheim.

## Histoire
Entre 1944 et 1945, a été installé à Neckarelz un camp annexe du camp de concentration de Natzweiler-Struthof. Les déportés ont logé dans une école qu'il leur avait fallu transformer en camp. Ils ont dû creuser des locaux de fabrication dans une mine de gypse. Dans cette usine souterraine située à Obrigheim, environ 10 000 prisonniers ont travaillé à la fabrication de moteurs de bombardiers pour le compte de Daimler-Benz. 900 d'entre eux ont été libérés en avril 1945 par les forces alliées.

## Religion
Jusqu'à la Deuxième Guerre mondiale, presque tous les Neckarelziens étaient protestants. Mais quand des réfugiés se sont installés à Neckarelz, ils ont construit une nouvelle église, le «Templerhaus» étant devenu trop petit. Aujourd'hui, la paroisse catholique est une partie de la « Seelsorgeeinheit Elz-Neckar », dont le siège est à Neckarelz.

## Bâtiments importants

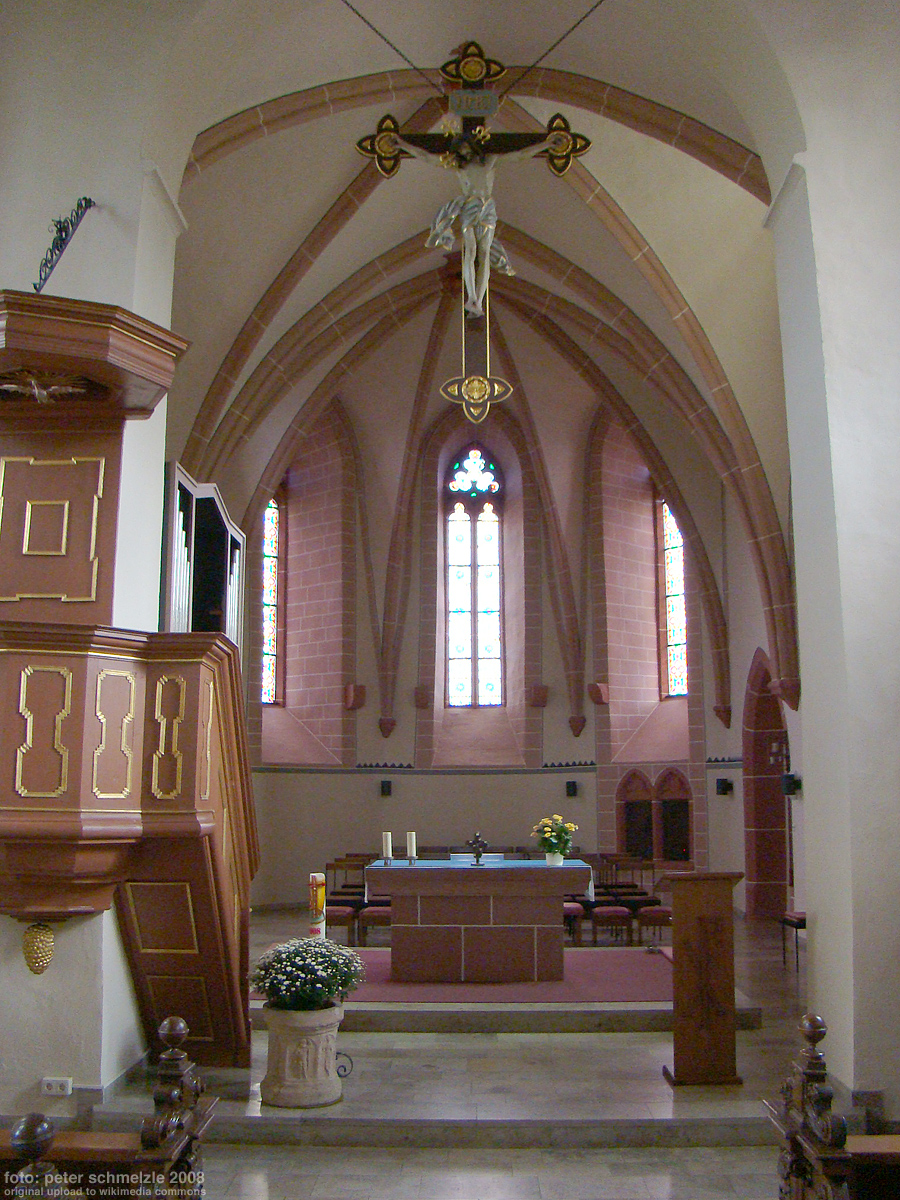
Chœur du Tempelhaus

- Le Tempelhaus, un ancien château du XIIe et XIIIe siècles.
- L'Hôtel de Ville, construit en 1964, rénové en 1994, avec une fontaine de 1990.
- Quelque maisons à colombage, telle la « Alte Posthalterei », devenue un restaurant italien.

## Écoles
Neckarelz est doté d'une école primaire (la « Clemens-Brentano-Schule »), d'une « Hauptschule », d'un lycée (« Auguste-Pattberg-Hauptschule » et « Auguste-Pattberg-Gymnasium ») et de plusieurs écoles maternelles.

## Services administratifs
Il y a une administration municipale du chef-lieu de Neckar-Odenwald-Kreis Mosbach.

## Infrastructure
Neckarelz a la gare la plus importante de Mosbach. Les lignes S1 et S2 desservent Kaiserslautern - Mannheim - Heidelberg - Mosbach - Osterburken, des trains régionaux relient Ulm - Stuttgart - Heilbronn  à Neckarelz et il existe une liaison assurée par le Regional-Express à destination de Mannheim ou de Heilbronn.
Au « Mosbacher Kreuz » se croisent les routes fédérales B27, B37 et 292.
Situé au bord du Neckar, Neckarelz peut être desservi par bateau car la ville dispose d'un port.